# Ali Khasif
Ali Khasif Humad Khasif Housani (arabe : علي خصيف) (né le 9 juin 1987 à Abou Dabi aux Émirats arabes unis) est un joueur de football international émirati, qui évolue au poste de gardien de but.

## Biographie

### Carrière en sélection
Avec l'équipe des Émirats arabes unis, il joue 29 matchs (pour aucun but inscrit) depuis 2009. Il figure notamment dans le groupe des sélectionnés lors de la Coupe d'Asie des nations de 2011.
Il dispute également les Jeux olympiques de 2012.

## Palmarès
| Al Jazira - Championnat des Émirats arabes unis (2) : - Champion : 2011 et 2017. - Coupe des Émirats arabes unis (2) : - Vainqueur : 2011 et 2012. - Supercoupe des Émirats arabes unis : - Finaliste : 2011 et 2012. |  | Émirats arabes unis - Coupe du Golfe des nations (1) : - Vainqueur : 2011. |